# Ивановский химический завод

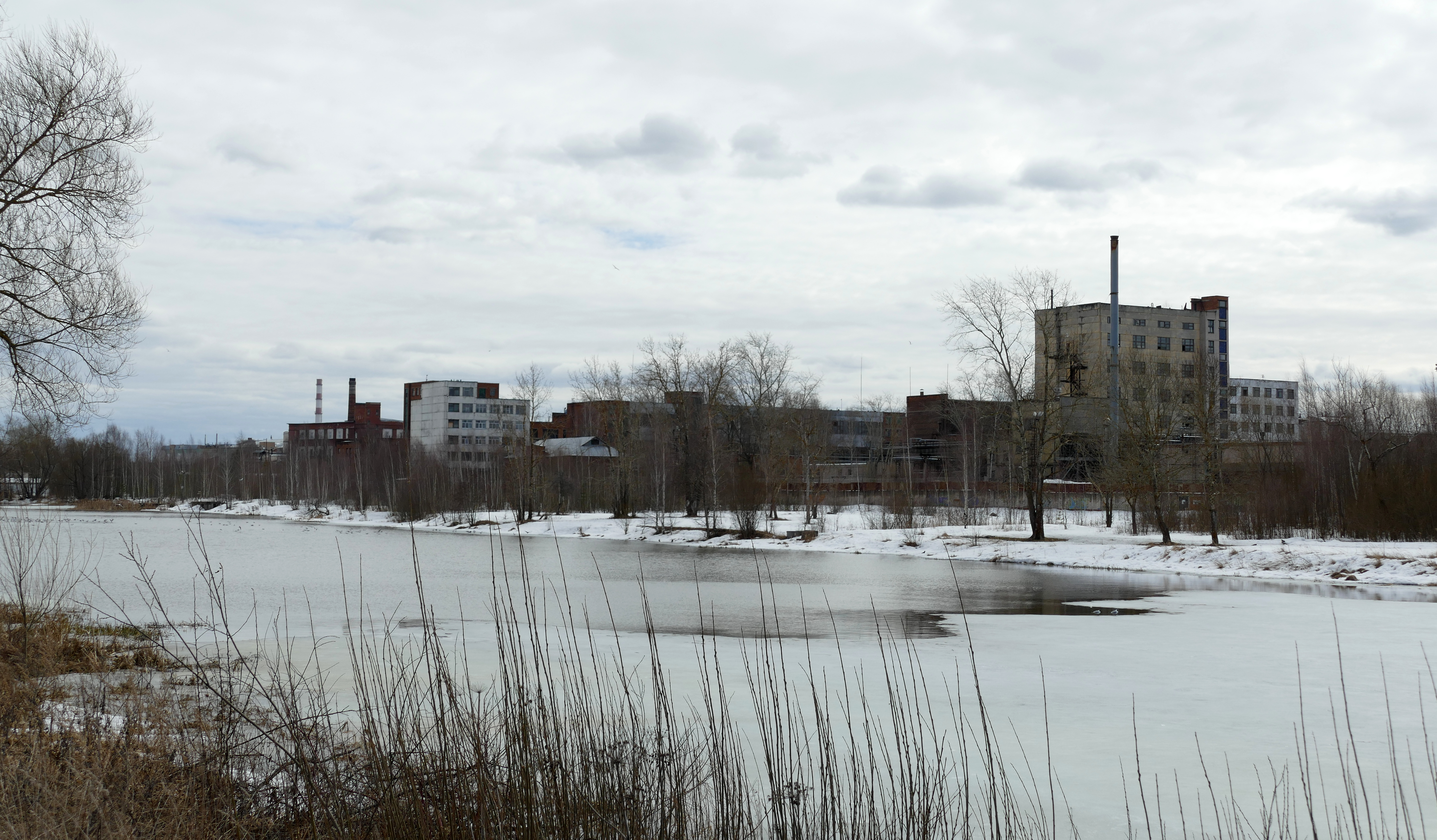
Корпуса Ивановского химического завода на берегу реки Уводь. Вид из парка культуры и отдыха имени Василия Степанова.

Ивановский химзавод ОАО «Ивхимпром» — предприятие химической отрасли в городе Иваново.

## История
Компания основана в 1838 году московскими купцами Лепешкиными на берегу реки Уводи на окраине села Иваново.
Химическое заведение «Торговый дом Лепешкин и сыновья» было своего рода спутником местных текстильных предприятий, выполняло заказы фабрикантов. Первая продукция «мастерских Лепешкиных», как тогда называли предприятие, была предназначена для обеспечения нужд текстильных фабрик Костромской, Владимирской, Ярославской и Московской губерний. В 1850 году на заводе работало 84 человека. Уже в 1873 году продукция была представлена на Всемирной выставке в Вене. А в 1882 году завод получил высшую награду — право употребления Государственного герба на торговой марке своих продуктов.
В годы первой мировой войны завод, помимо основной продукции, выпускал боевые отравляющие вещества для нужд фронта.
15 июня 1921 года химическому заводу присвоено имя Чапаевского комиссара — Павла Степановича Батурина.
В 1922 году завод вошел в состав первого Иваново-Вознесенского губернского треста на правах подсобного предприятия.
В годы советской власти в 1929 году в регионе была создана Ивановская промышленная область, которая и по сей день называется, и вполне заслуженно, «текстильным краем».
В середине XX века определился основной профиль завода: Ивановский химзавод стал преимущественно выпускать текстильно-вспомогательные вещества (ТВВ) для предприятий легкой промышленности, в том числе: ТВВ и препараты для производства химических волокон, химические материалы для кожевенно-меховой промышленности.
Позднее завод превратился в специализированное предприятие по выпуску поверхностно-активных веществ (ПАВ) различного технического назначения и стал выпускать следующие виды продукции: смазочно-охлаждающие жидкости для машиностроения и металлургии, препараты для нефте-, газо-, горнодобывающей промышленности, лакокрасочные материалы, бытовую химию и др.
В январе 1977 года приказом министра химической промышленности СССР на базе завода им. П. С. Батурина образовано Ивановское производственное объединение «Химпром». В него вошел Горкинский завод (Родниковский район). В 1992 году предприятие было преобразовано в Акционерное общество открытого типа — ОАО «Ивхимпром».
В 90-х годах XX века совместно с Всероссийским НИИ противопожарной обороны (ВНИИПО) было освоено производство пенообразователей для тушения пожаров. Сегодня ОАО «Ивхимпром» выпускает все типы пенообразователей и смачивателей для пожаротушения (углеводородные, фторсинтетические и фторпротеиновые). В начале XXI века на предприятии внедрено производство многофункциональных присадок к моторным маслам и автомобильным бензинам. На заводе внедрена и успешно работает система менеджмента качества ISO 9001:2008.
В настоящее время продукция ОАО «Ивхимпром» пользуется спросом в России и за рубежом .

## Продукция
Предприятие выпускает широкий спектр продукции:
- Пенообразователи и смачиватели для тушения пожаров
- Пенообразователи для производства пенобетонов
- Текстильно-вспомогательные вещества
- Вспомогательные вещества для производства химических волокон: Авироль и другие
- Смазочно-охлаждающие жидкости
- Вспомогательные вещества для добывающих отраслей
- Поверхностно-активные вещества
- Присадки к маслам и нефтепродуктам
- Моторные и судовые масла
- Трансмиссионные и гидравлические жидкости

## Награды
- 1988 — Почетная грамота Президиума Верховного Совета РСФСР

ОАО «Ивхимпром» является победителем конкурсов:
- «Сто лучших товаров России»[1]
- «Национальная безопасность»
- «Ивановская марка»
- «Ведущие промышленные предприятия России — 2011»